# Ester Mägi
Œuvres principales
- 2 quatuors à cordes
- Concerto pour violon
- Symphonie (unique)
- Kalevipoja teekond Soome, cantate
...
Ester Mägi, née le 10 janvier 1922 à Tallinn et morte le 14 mai 2021, est une compositrice et pédagogue estonienne.

## Biographie
De 1946 à 1951, au Conservatoire de Tallinn, Ester Mägi étudie la composition avec Mart Saar. De 1951 à 1954, elle parfait son apprentissage de la composition avec Vissarion Chebaline, au Conservatoire de Moscou.
De 1954 à 1984, elle enseigne la théorie de la musique au Conservatoire de Tallinn.
Le catalogue de ses compositions (marquées entre autres par le folklore estonien) comprend notamment des pièces pour piano, de la musique de chambre (dont deux quatuors à cordes), deux concertos (l'un pour piano, l'autre pour violon), une symphonie et de la musique vocale (dont des mélodies pour voix et piano et des pièces pour chœur a cappella).

## Compositions (sélection)

### Pièces pour piano
- 1947 : Thème et variations en sol mineur
- 1949 : Sonate
- 1957 : 10 pièces pour enfants
- 1961 : Kolm merepilti (3 tableaux maritimes)
- 1985 : Vana kannel
- 1987 : Lapimaa joiud (plaisanteries de Laponie)
- 1993 : 9 pièces pour enfants
- 2001 : Rondo domesticus

### Autres pièces pour instrument solo
- 1974 : Canto doloroso ed inventione pour orgue ; Monoodia (monodie) pour clarinette
- 1992 : Dialoog (dialogue), prélude et choral pour orgue
- 1996 : 3 miniatures pour guitare
- 1999 : Kyrie pour orgue

### Musique de chambre
- 1948 : 6 pièces pour violoncelle et piano
- 1950 : Trio avec piano en ré mineur
- 1955 : Ballaad (ballade) pour violon et piano
- 1956 : 3 pièces pour 2 pianos
- 1960 : 6 pièces pour trompette et piano
- 1964 : Quatuor à cordes no 1
- 1965 : Quatuor à cordes no 2 Eleegiad (élégies)
- 1969 : 8 pièces pour violon et piano
- 1975 : Kuus eesti rahvaviisi (6 airs folkloriques estoniens) pour violon et piano
- 1976 : Dialoogid (dialogues) pour flûte, clarinette, violoncelle et piano
- 1980 : Concerto pour orgue et clavecin ; Väikesed variatsioonid (petites variations) pour hautbois et piano ; Vana valss - Sügis (vieille valse - automne) pour violon et piano en ut majeur
- 1982 : Serenaad (sérénade) pour flûte, violon et alto
- 1983 : Duod rahvatoonis (duo sur des airs folkloriques) pour flûte et violon
- 1984 : Kadents ja teema (cadence et thème) pour violon et orgue (ou piano)
- 1985 : Sonate pour clarinette et piano
- 1987 : Cantus pour violoncelle et guitare
- 1991 : A tre pour violon, violoncelle et guitare
- 1994 : Collocutio pour quatuor de saxophones
- 1997 : A due pour flûte et guitare
- 2000 : Sonare pour clarinette et piano
- 2001 : Huiked pour violon, vibraphone et guitare

### Musique pour orchestre
- 1953 : Concerto pour piano en fa dièse mineur
- 1956 : Concerto pour violon Serenaad (sérénade) en ré mineur
- 1959 : Pärast päevatööd (après une journée de travail) pour orchestre à vent
- 1968 : Symphonie
- 1972 : Variatsioonid (variations) pour piano, clarinette et orchestre à cordes
- 1979 : Meri (la mer), tableau symphonique pour une composition chorégraphique
- 1984 : Bukoolika (bucolique)
- 1987 : Vanalinn (la vieille ville), partita pour flûte, clavecin (ou piano) et orchestre à cordes
- 1998 : Vesper (vêpre) pour orchestre à cordes

### Musique vocale
- 1954 : Kalevipoja teekond Soome (le voyage de Kalevipoeg en Finlande), cantate pour mezzo-soprano, chœur d'hommes et orchestre
- 1963 : 5 romances pour mezzo-soprano et piano
- 1977 : Haikud (haïku) pour baryton et harpe (ou piano) ; Merelinnale Tallinnale (à la cité maritime de Tallinn), cantate pour chœurs a cappella
- 1978 : Mõtisklused (méditations), cycle pour chœurs a cappella
- 1979 : Neiulaulud  (chants de jeune fille), 4 airs folkloriques estoniens pour chœur de femmes et piano à 4 mains
- 1981 : Tuule tuba (la chambre du vent), ballade pour chœur d'hommes et orgue ; Laulud Betti Alveri luulega (4 mélodies sur des textes de Betti Alver) pour mezzo-soprano et piano
- 1982 : Kodumaa (patrie), canzone pour ténor et orchestre
- 1983 : Lauluema (la mère du chant), cycle pour chœurs a cappella

## Distinctions (sélection)
- 1980 : Prix estonien de la musique
- 1997 : Prix Gustav-Ernesaksa de musique chorale
- 1998 : Ordre du Blason national d'Estonie (5e classe)